# Kotouč (Podbeskydská pahorkatina)
Kotouč (520 m n. m.) je vrch v Podbeskydské pahorkatině v okrese Nový Jičín, ležící jižně od města Štramberk.

## Přírodní poměry

### Geologie a geomorfologie
Kotouč tvoří jurský vápenec z vnějšího bradlového pásma Karpat. Kromě vápence je zde i jílovec (lupek), slínovec, pískovec a slepenec (konglomerát). V lomu jsou těženy světle šedé až bělavé štramberské vápence ze svrchní jury až spodní křídy. Jsou přítomny také mladší křídové sedimenty, které jsou zachovány ve výplních pseudokrasových dutin nebo podél zlomů – jsou to čupecké (olivetské) vápence, kopřivnické vápence a tmavé jílovce kotoučského souvrství. V lomu bylo popsáno kolem jednoho tisíce různých druhů fosilií, například koráli, mořské houby, stromatopory, mechovky, červi, amoniti, belemniti, plži, mlži, lilijice, ježovky, korýši a další. Také byly nalezeny mikrofosilie, například nanoplankton, řasy nebo vápnité dinocysty, což řadí Štramberk k nejbohatším evropským jurským paleontologickým nalezištím.

### Fauna a flora
Před odtěžením vrcholu představovaly jižní svahy ojedinělé stanoviště skalní stepi s teplomilnou květenou a výskytem vzácných rostlin, které měly výjimečné postavení na území severovýchodní Moravy. Odtěžení zeminy, změny vegetace a novodobé zalesnění Kotouče je pravděpodobnou příčinou vyhynutí některých význačných druhů rostlin a živočichů.
Pouze zde rostli devaterníček skalní (Helianthemum rupifragum) nebo jižní pelyněk metlatý (Artemisia scoparia). Znovu zde byl spatřen rozrazil rakouský (Veronica austriaca) a v okolí Kotouče i záraza hřebíčková (Orobanche caryophyllacea). Žil zde také dnes již vyhynulý poddruh jasoně červenookého (Parnassius apollo), nebo zedníček skalní (Tichodroma muraria).

### Ochrana přírody
Šipka (národní přírodní památka) – vyhlášena 9. ledna 1960 na ploše 29 hektarů za účelem ochrany významného archeologického naleziště a reliktní květeny. Oblast spravuje Agentura ochrany přírody a krajiny ČR – Správa CHKO Poodří.

### Těžba
Firma bratří Guttmannů zde v roce 1881 založila lom a vytěžený vápenec využívala v hutích. Na lom navázala výstavba železniční tratě ze Štramberka do Studénky a cementárny, otevřená 19. prosince téhož roku. Trať byla v provozu v letech 1912–1993. Od roku 1945 patřil lom státnímu podniku Vítkovice. Vrcholová část Kotouče zanikla ještě před rokem 1959.

## Další informace
- Archeologická lokalita – ve vrcholové části, která byla odtěžena, se nacházelo pravděpodobně slovanské hradiště.
- Křížová cesta – z Nového Jičína do Štramberka vede křížová cesta, která původně končila na vrchu Kotouč u kostelíků. Vrcholové kapličky a další stavby musely ustoupit těžbě vápence.[5][3]
- Národní sad – slavnostně otevřen v roce 1922. Tato galerie v přírodě je věnovaná významným českým osobnostem.

## Galerie

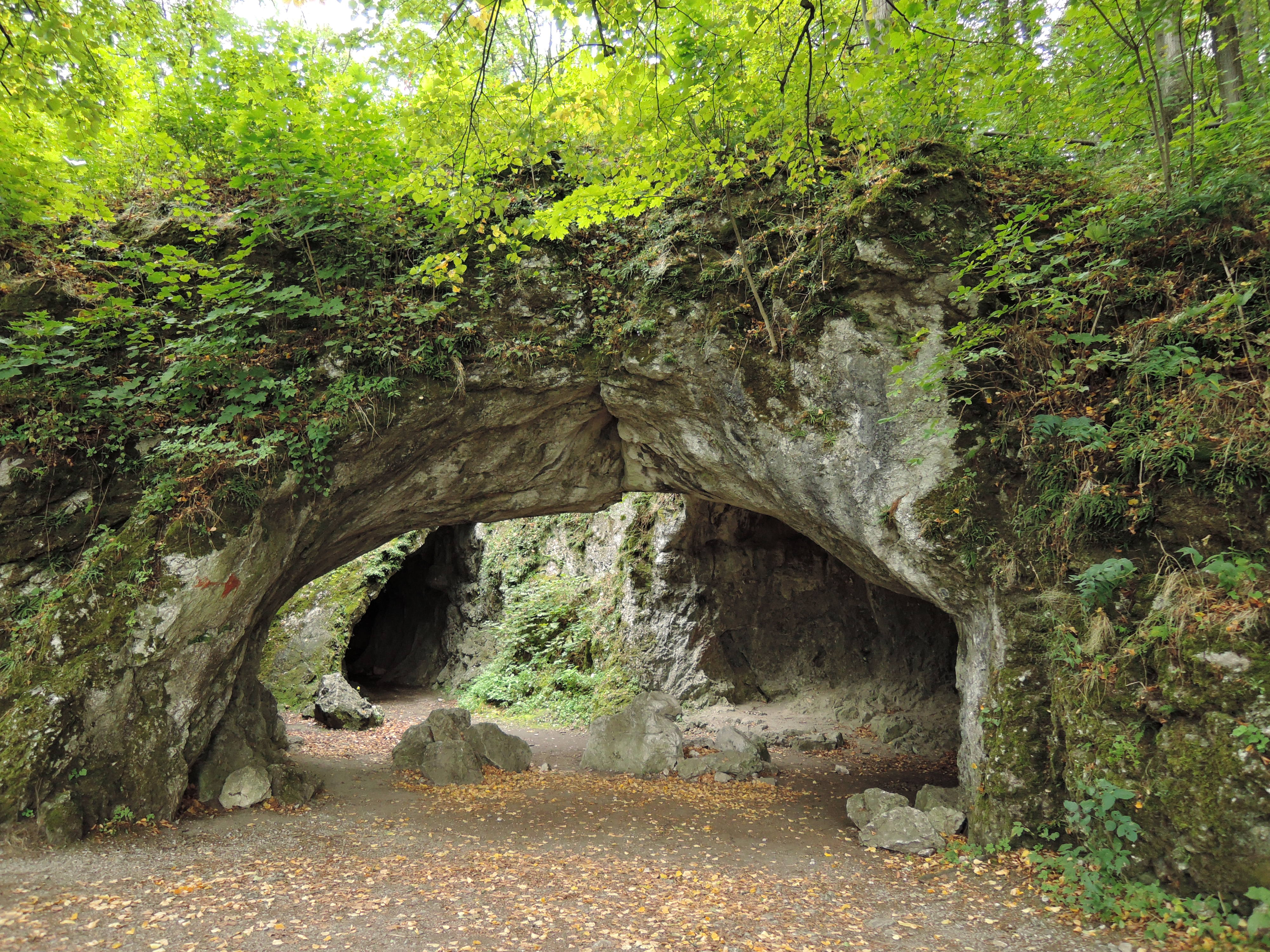
Jeskyně Šipka
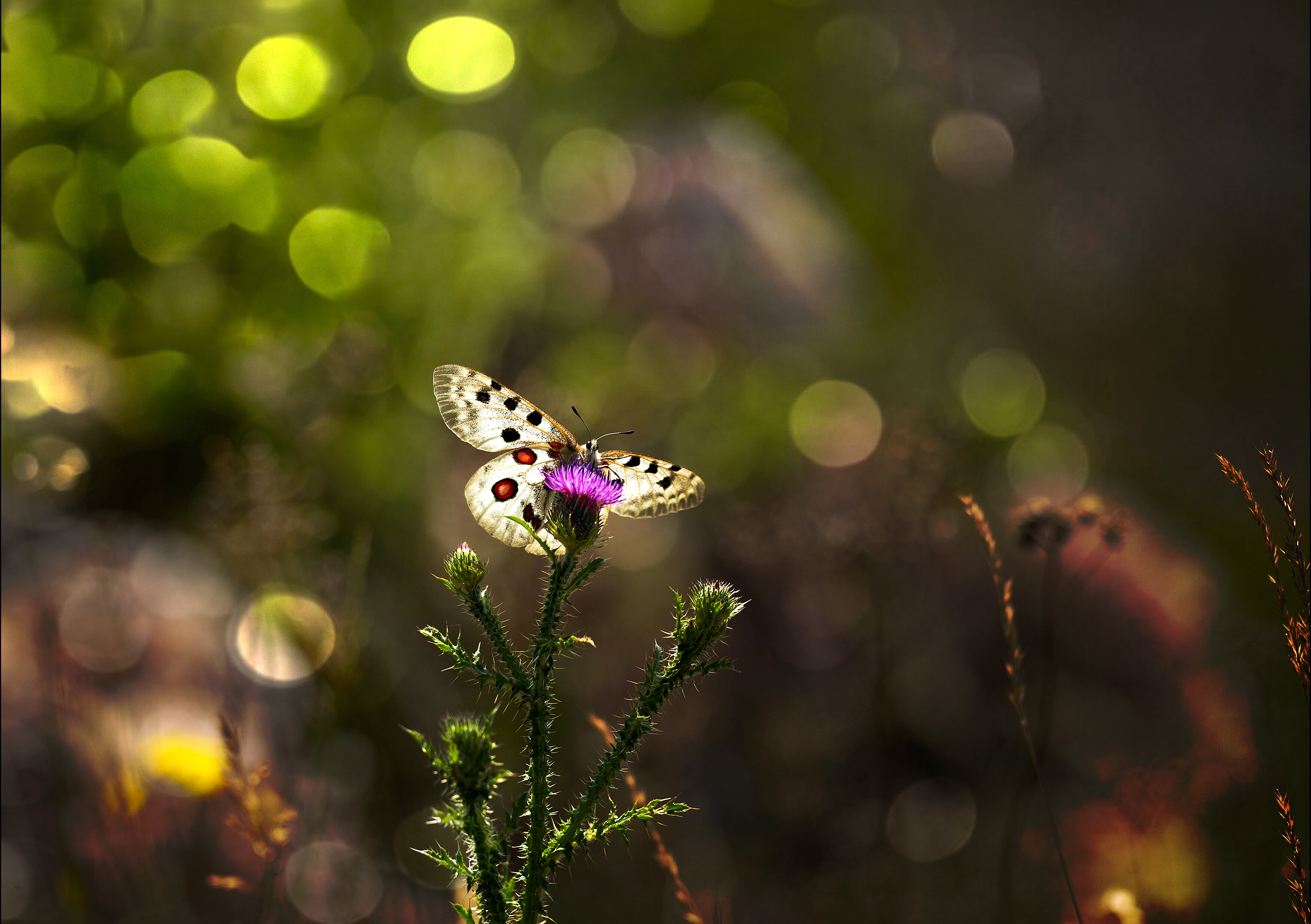
Jasoň červenooký
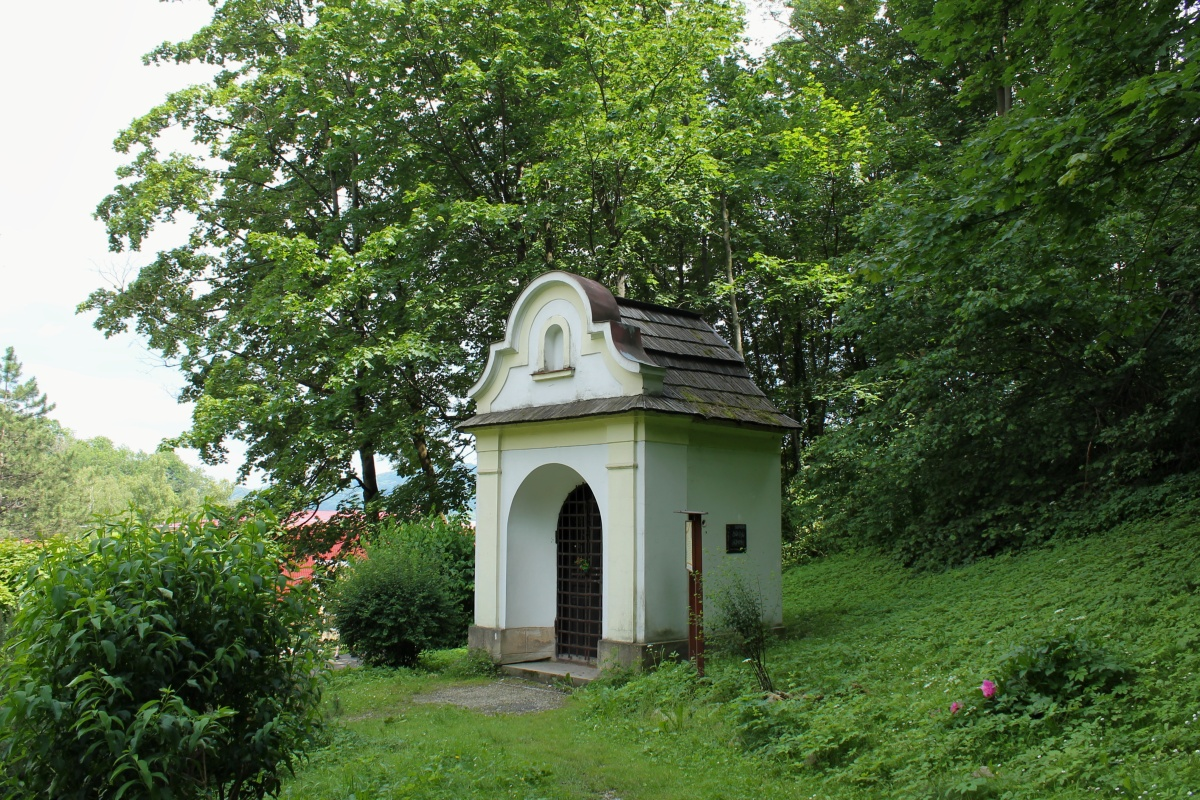
Kaplička na křížové cestě
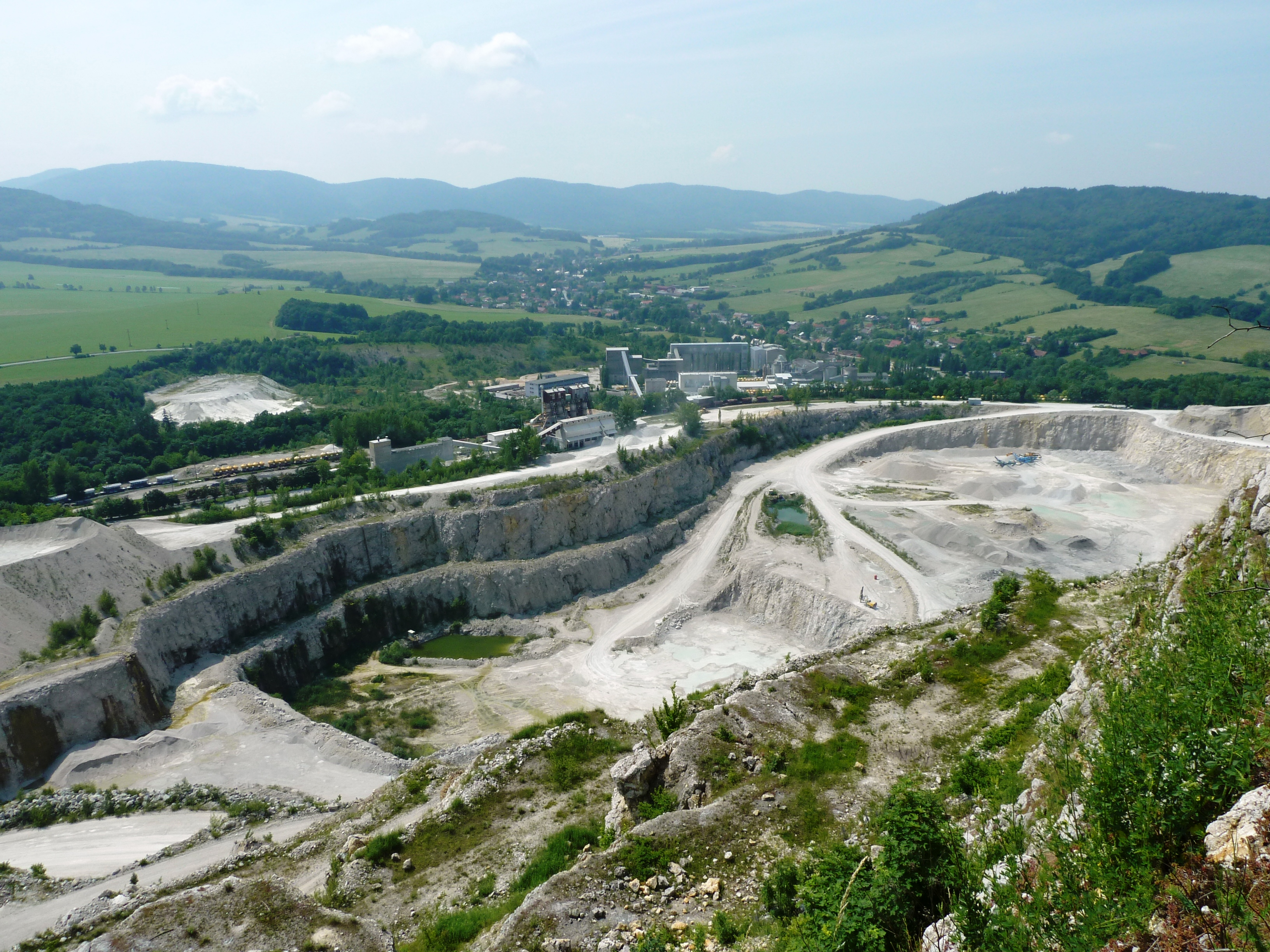
Velkolom